# Pfarrkirche Hautzendorf

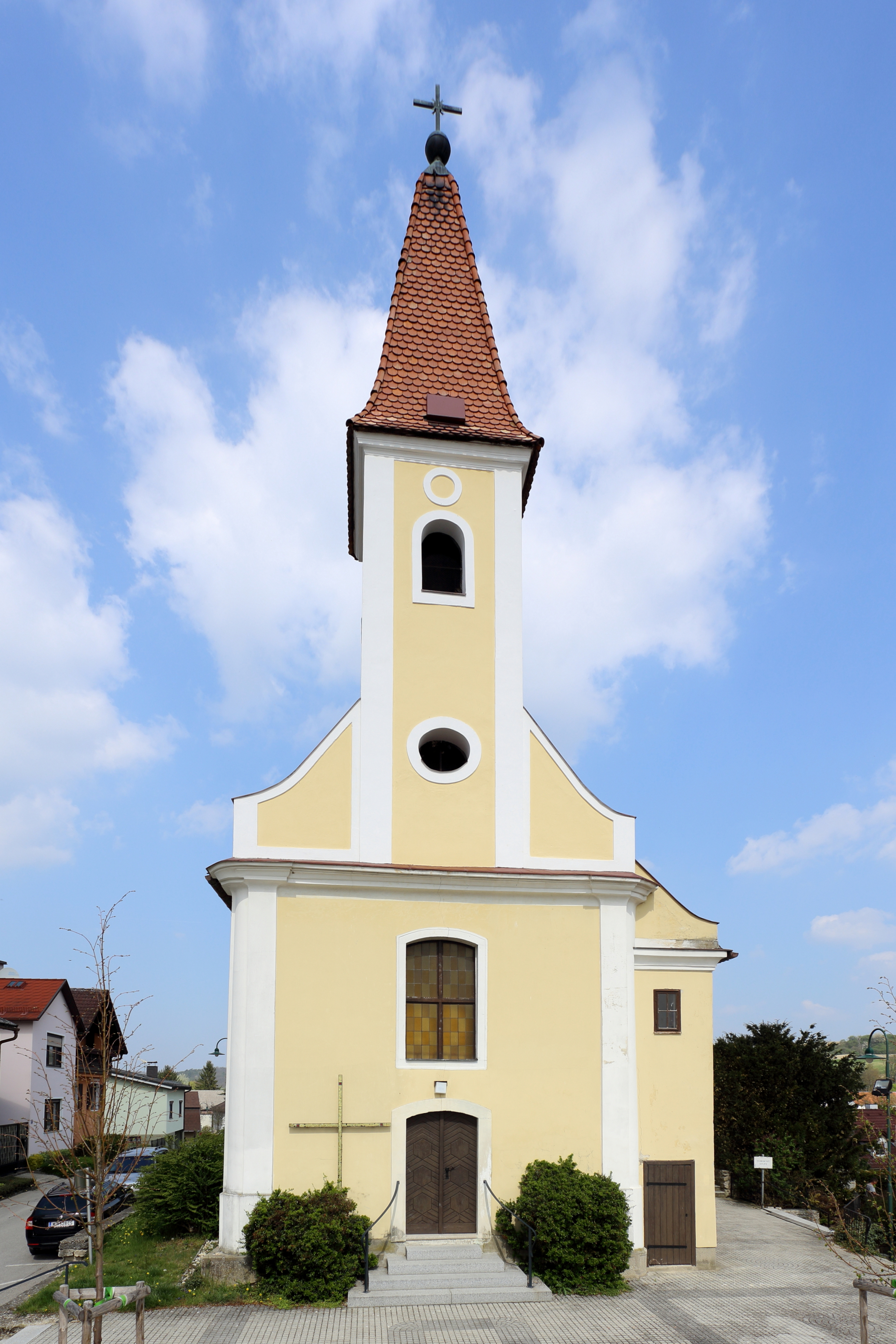
Kath. Pfarrkirche hl. Lambert in Hautzendorf

Die römisch-katholische Pfarrkirche Hautzendorf (bzw. Ortskirche Hautzendorf)  steht leicht erhöht im Nordosten der Ortschaft Hautzendorf in der Gemeinde Kreuttal im Bezirk Mistelbach in Niederösterreich. Sie ist dem heiligen Lambert geweiht und bildet gemeinsam mit der Pfarr- und Wallfahrtskirche am Heiligenberg eine Pfarre im Dekanat Wolkersdorf im Vikariat Unter dem Manhartsberg der Erzdiözese Wien. Das Bauwerk steht unter Denkmalschutz.

## Geschichte
Das Langhaus der Kirche stammt aus dem Jahr 1787 und wurde 1951 gegen Norden hin erweitert. 1993 wurde die Kirche zur Pfarrkirche erhoben.

## Architektur
Die Kirche hat an der Nordseite einen rund geschlossenen Chor. Die Fassade ist durch schlichte Lisenen gegliedert. Über der Eingangsfassade erhebt sich der mittige Kirchturm  zwischen Giebelschrägen. Der Turm ist durch ein betontes Traufgesims sowie Ecklisenen und rundbogige Schallfenster gestaltet. Der Turm wird durch ein Pyramidendach gedeckt.
Das Langhaus und der Chor sind flach gedeckt. Die Ecken zwischen dem schmäleren südlichen und dem breiteren nördlichen Langhausteiles sind abgeschrägt. Die Wände sind durch schlichte Pilaster gegliedert.

## Ausstattung

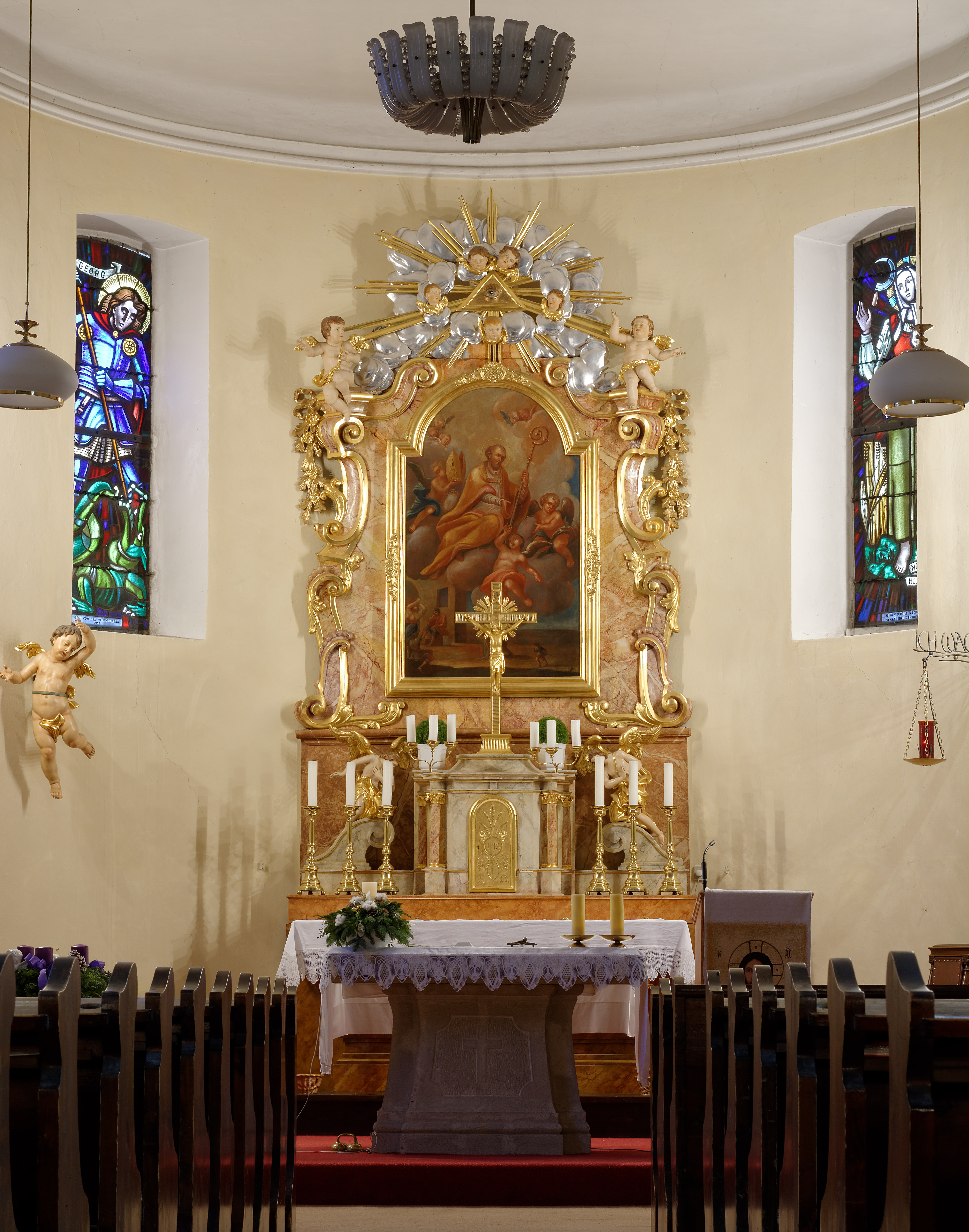
Innenansicht / Altar

Das Altarblatt des Hochaltares, das in zwei Zonen gegliedert ist, stellt die Verherrlichung des Hl. Lambert dar. Der Heilige thront, als Priester gekleidet, auf einer Wolke, zwei assistierende Engel präsentieren Mitra und Bischofsstab, während auf der unteren Zone Szenen aus dem Leben des Heiligen dargestellt sind. Das Bild, das zwischen 1780 und 1790 gemalt wurde, ist einen üppig dekorierten und vergoldeten Rahmen mit Voluten und Rollwerk gefasst, in dem sich einige Putten tummeln. Bekrönt wird das Bild vom Auge Gottes, von zwei Putten begleitet. Der Hochaltar wurde 2001 restauriert.
Die Kanzel wurde um 1900 gebaut. Eine Marienstatue im Stil des Historismus wurde zwischen 1880 und 1920 geschaffen. Der Kreuzweg von Hermann Bauch entstand in den 1950er Jahren. Eine spätbarocke Statue des heiligen Johannes Nepomuk steht auf einer Konsole unter einem Baldachin.

## Orgel
Die Orgel mit sechs Registern und einem Orgelprospekt im Stil des Neuklassizismus stammt aus dem Jahr 1900. Erbaut wurde sie von Franz Capek und Max Zachistal. Sie wurde in den späten 1990er Jahren renoviert.